# Woldemar von Knieriem

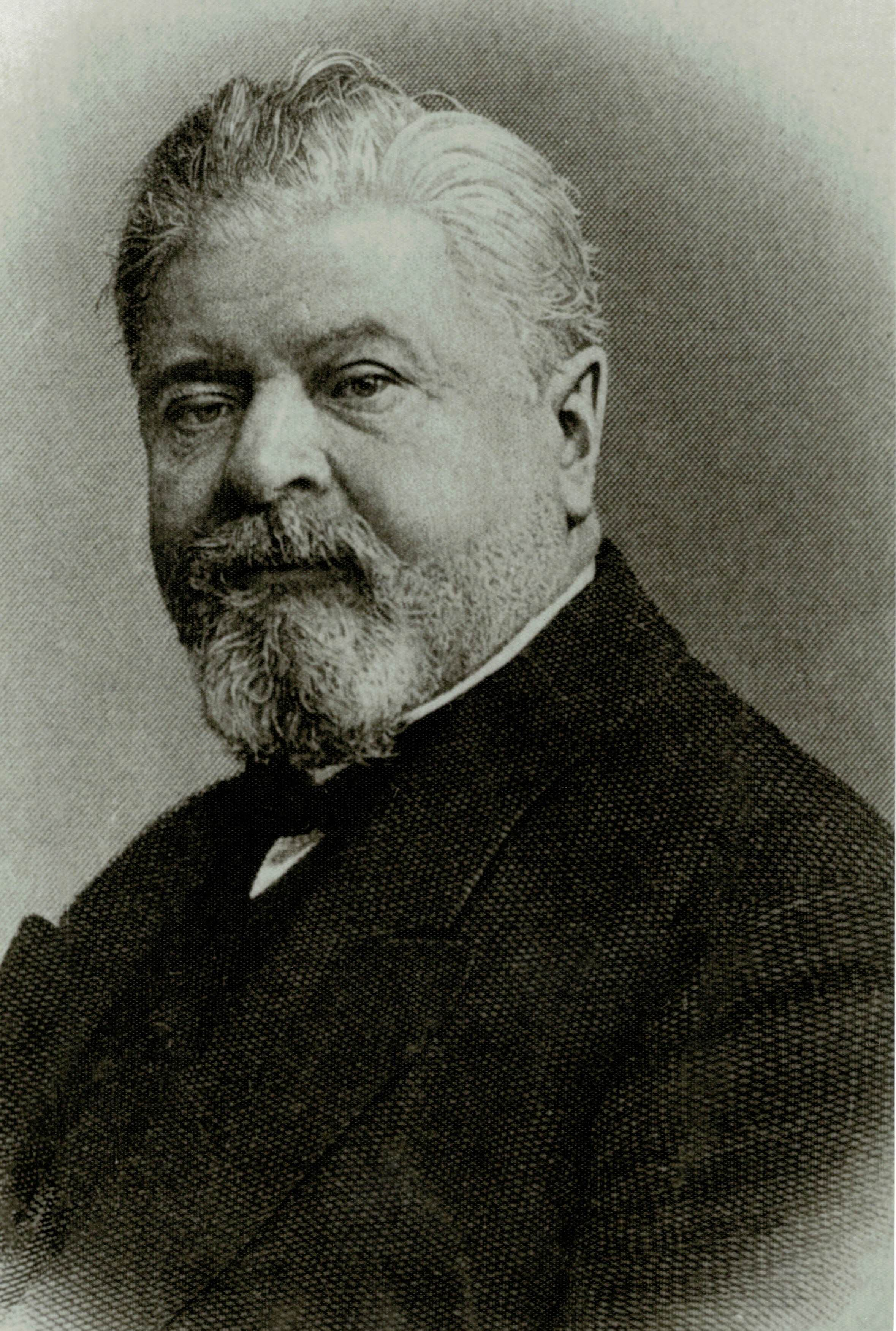
Woldemar von Knieriem

Johann Karl Woldemar von Knieriem (* 1. August 1849 in Gemauerthof, Livland; † 14. Januar 1935 in Riga) war ein deutsch-baltischer Agrarwissenschaftler.

## Leben
Woldemar von Knieriem erhielt ersten Unterricht im Pastorat Ubbenorm. Von 1863 bis 1868 besuchte er die Anstalt Birkenruh bei Wenden. Ab 1869 studierte er an der Kaiserlichen Universität Dorpat Rechtswissenschaft und Nationalökonomie. Er wurde Mitglied der Baltischen Corporation Fraternitas Rigensis Dorpat. Er studierte 1871/72 auch Chemie und wurde 1872 zum Dr. phil. promoviert. 1872/73 war er Assistent von Adolf Mayer an der Ruprecht-Karls-Universität Heidelberg. Während der folgenden sieben Jahre in Dorpat graduierte er zum Magister und zum Dr. oec. Von 1876 bis 1880 lehrte er Agrikulturchemie und Tierhaltung. 1877 erfolgte in Tiermedizin die zweite Promotion. 1878 ging er für landwirtschaftliche Studien an die Ludwig-Maximilians-Universität München.
Das Polytechnikum Riga berief ihn 1880 als Professor für Landwirtschaft. Er gehörte der Leitung der chemischen Versuchsstation an und war ab 1882 Direktor der Versuchsfarm Peterhof. 1912 gründete er dort eine Station für Moorkultur. Er war Dekan (1903–1906) und Direktor (1906–1915) des Polytechnikums, das 1915 an die Landwirtschaftliche Akademie in Petrowsko-Rasumowskoje bei Moskau evakuiert wurde. 1918 wurde er zum ersten (und letzten) Rektor der Baltischen Technischen Hochschule in Riga gewählt.
Woldemar von Knieriem besaß das Gut Skangal. Er engagierte sich jahrzehntelang in der Livländischen Gemeinnützigen und Ökonomischen Sozietät und im Deutschen Verein in Livland. Während des Lettischen Unabhängigkeitskrieges war er 1919/1920 in Deutschland. Danach gab er am Herder-Institut Riga Fortbildungskurse. 1924 wurde er als einziger Ehrenphilister in den engeren Verband des Corps Rubonia aufgenommen.

## Familie
Woldemar von Knieriems Tochter Elisabeth war die Mutter von Olof Palme.

## Ehrungen

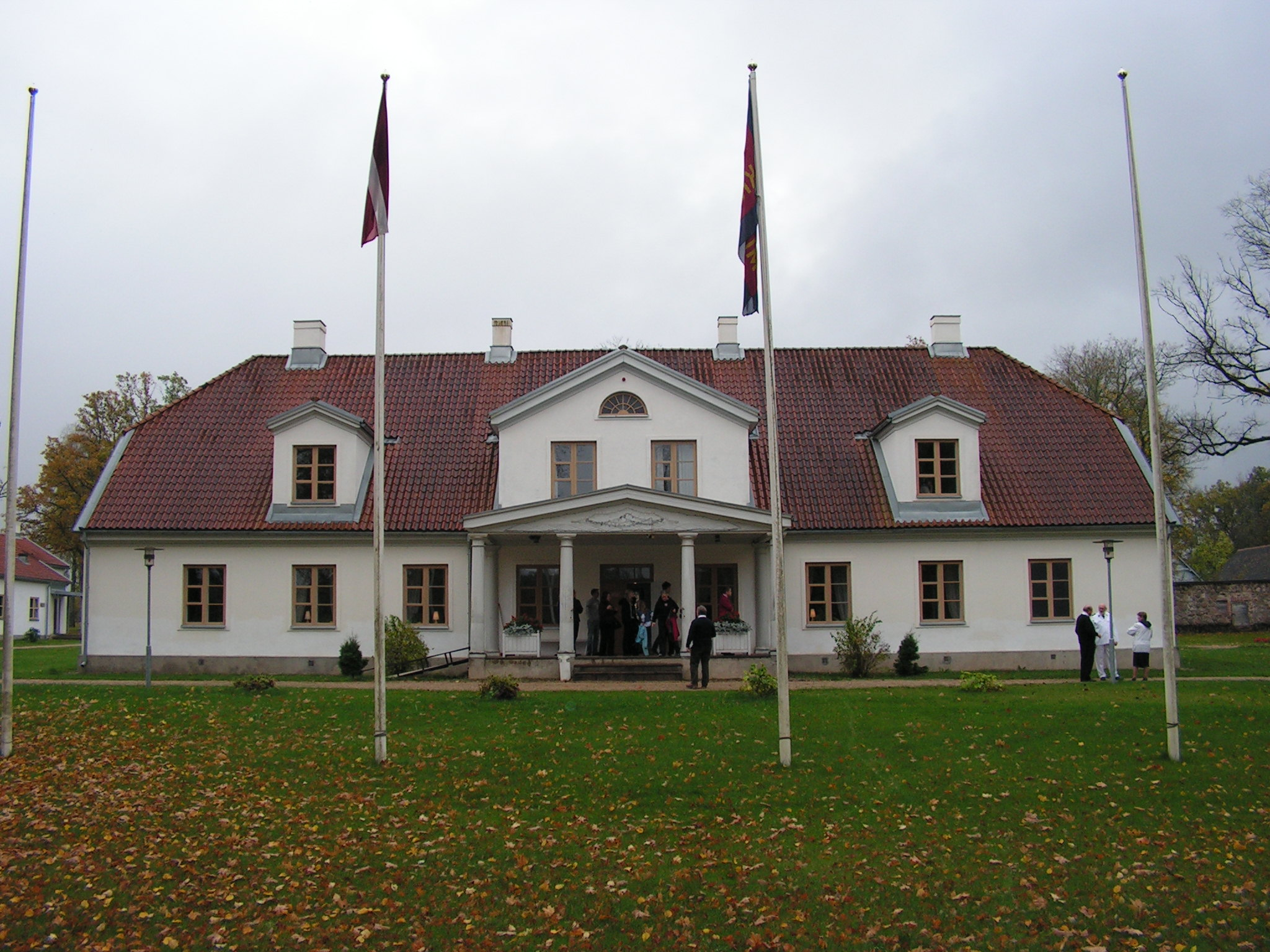
Skangal (2007)

- Ehrenmitglied der Kurländischen Oekonomischen Gesellschaft
- Ehrenmitglied der Moskauer Landwirtschaftlichen Gesellschaft
- Ehrenmitglied des Technischen Vereins zu Riga